# Francesco Albergotti (giurista)
Francesco Albergotti (Arezzo, 6 giugno 1304 – Firenze, 3 dicembre 1376) è stato un giurista italiano del XIV secolo.

## Biografia
Nacque nel 1304 dagli Albergotti, di parte guelfa, la più grande famiglia di Arezzo per il ruolo avuto nella vita politica, religiosa e militare della città.
Intraprese i suoi studi all'Università di Perugia, prima in filosofia e poi in giurisprudenza, allievo del celebre Baldo degli Ubaldi.
Iniziò la carriera di avvocato ad Arezzo, per trasferirsi nel 1349 a Firenze, dove acquisì una notevole fama come insegnante, venendo soprannominato "solidae veritatis doctor" (lett. dottore di solida verità).
Scrisse commenti al Digesto e ad alcuni libri del Codice teodosiano (in vari manoscritti), oltre a diversi consilia (pubblicati a Venezia nel 1563).
Morì nel 1376 a Firenze.

## Opere

### Manoscritti

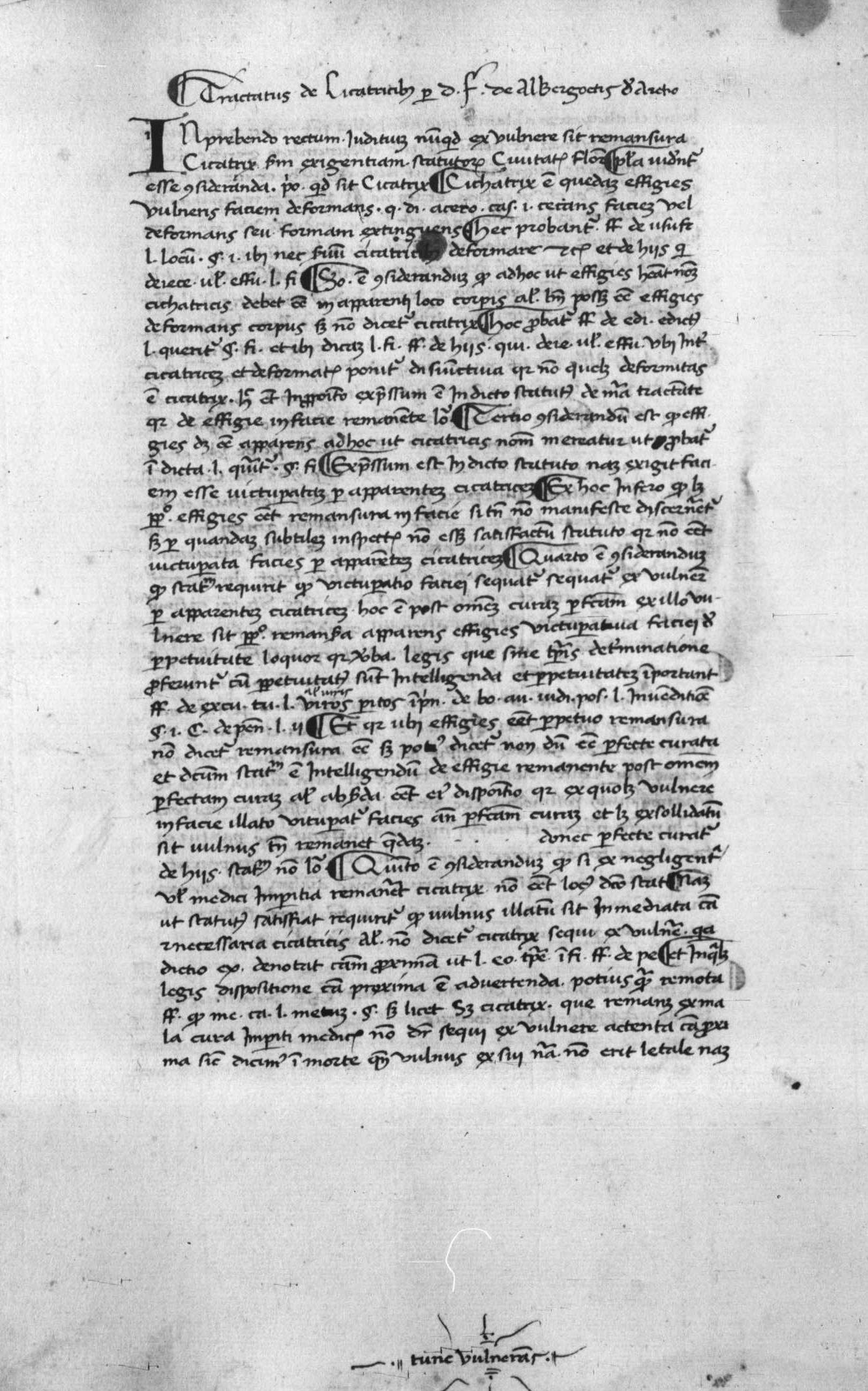
Tractatus de cicatricibus, manoscritto, XV secolo. Città del Vaticano, Biblioteca Apostolica Vaticana, Fondo Vaticano latino, Vat. lat. 8069.

- Repetitio ad D. 6.1.38, XIV secolo, Bologna, Biblioteca del Collegio di Spagna, Fondo manoscritti, ms. 82,  ff. 294r-295r.
- Consilia, XV secolo, Dillingen, Studienbibliothek Dillingen/Donau, Handschriften, XV.61,  ff. 262r ss..
- Consilia, XV secolo, Lucca, Biblioteca Capitolare Feliniana, Fondo manoscritti, ms. 419.
- Tractatus de cicatricibus, XV secolo, Città del Vaticano, Biblioteca Apostolica Vaticana, Fondo Vaticano latino, Vat. lat. 8069,  ff. 161v-162.
- Tractatus de cicatricibus, XV secolo, Città del Vaticano, Biblioteca Apostolica Vaticana, Fondo Vaticano latino, Vat. lat. 9428,  f. 351v.